# Raphaël Gérard
Pour les articles homonymes, voir Gérard.
Raphaël Gérard, né le 17 octobre 1968 à Cirey-sur-Vezouze, est un cadre d'entreprise et homme politique français, membre de La République en marche. Il est élu député de la Charente-Maritime de 2017 à 2024.

## Biographie
Raphaël Gérard est né d'un père mécanicien dans l'armée et d'une mère assistante de direction. Il grandit à Lorquin, en Moselle. En 1986, il obtient un baccalauréat d'économie au lycée Mangin de Sarrebourg et se rend à Paris pour entreprendre des études supérieures. 
En 1992, il obtient son diplôme en histoire de l'art à l'école du Louvre, avec une spécialité en iconographie antique et chrétienne, puis un an plus tard en muséologie. Dans ce cadre, il rédige un mémoire sur la comédienne et philanthrope Rachel Boyer avec Céline Acker et sous la direction de Claudette Joannis. 
Il commence sa carrière professionnelle au sein du service scolarité de l'École du Louvre où il participe à la mise en œuvre du test probatoire d'entrée en première année du premier cycle. En 1996, il rejoint la fonction publique territoriale en tant que responsable du Musée Robert-Dubois-Corneau de Brunoy dans l'Essonne. Il y assure le commissariat de nombreuses expositions dont certaines consacrées aux arts du spectacle : L'Illusion théâtrale, Talma et la réforme du costume de scène sous l'Empire ; à la peinture du XIXe siècle : Héro et Léandre, Charles Léandre et Maurice Eliot ; ou à l'art contemporain : Marino di Teana.
En 2002, il prend la direction du Musée de Montmartre à Paris où il réalise plusieurs expositions importantes : Russes ! en 2003 ou une première rétrospective consacrée à Théophile Alexandre Steinlen en 2005. En 2006, il rejoint le groupe LVMH et la direction du patrimoine du malletier Louis Vuitton où il est responsable des expositions internationales. Il réalise ainsi de nombreux projets notamment en Asie comme la contribution au Pavillon France du groupe de luxe lors de l'Exposition universelle de Shanghai avec le scénographe Benoît Munoz ou l'exposition Voyage au Musée national de Chine en 2011, scénographiée par Gérard Cholot. Il assure également le co-commissariat de l'exposition Voyages en Capitale, Louis Vuitton et Paris au Musée Carnavalet en 2010, mise en espace par Jean-Marc Gady. 
En 2012, il vient s'installer dans le sud de la Charente-Maritime, à Lonzac, et devient responsable du patrimoine et de l'action culturelle de Jas Hennessy & Co.. Outre la préparation des célébrations du 250e anniversaire de la Maison, il pilote également le projet de rénovation du circuit de visites et la publication d'un livre sur la maison de cognac avec l'auteur américain Glenn O'Brien et les maisons d'édition Rizzoli New York et Cassi Édition.

## Parcours politique
Entre un passé de militant associatif dans les années 1990 aux côtés de familles touchées par le VIH au sein de l'association Solidarité enfants sida (Sol en si) et sa candidature aux élections législatives, il n'avait affiché aucun engagement politique, tout en ayant une sensibilité de gauche. Il est choisi par La République en marche ! pour être le candidat de la 4e circonscription de Charente-Maritime et représenter la société civile[réf. souhaitée]. Il est élu au second tour avec 51,29 % des voix face à Loïc Girard, le candidat de LR Les Républicains.
Lors des débats sur le pass vaccinal en janvier 2022, il fait une intervention remarquée lors de laquelle il témoigne de son expérience de Covid long.
Il porte à l'Assemblée des sujets parfois en opposition avec son propre camp, comme sur la PMA ou la loi bioéthique. Non réélu aux élections législatives de 2024, cédant son siège à un candidat RN, il explique garder un mauvais souvenir de Renaissance, « un parti qui n’existait pas », « une coquille vide construite sans doctrine ni échanges ».

## Vie personnelle
Le 20 juin 2018, à l'occasion de la présentation de son rapport sur la lutte contre les discriminations anti-LGBT en Outre-mer, il déclare être marié avec son compagnon.

## Distinctions
Chevalier de la Légion d'honneur